# Freud (Fernsehserie)
Freud ist eine achtteilige österreichisch-deutsch-tschechische Fernsehserie von Marvin Kren mit Robert Finster als Sigmund Freud, Ella Rumpf als Medium Fleur Salomé und Georg Friedrich als Polizist und Kriegsveteran Alfred Kiss. Premiere war am 24. Februar 2020 auf der 70. Berlinale, wo mit drei 55-minütigen Folgen die Sektion Berlinale Series eröffnet wurde. Es handelt sich um das erste gemeinsame Projekt des ORF mit dem Streaming-Anbieter Netflix.
Die Erstausstrahlung im ORF erfolgte am 15. März 2020 als Doppelfolge sowie am 18. März 2020 und am 22. März 2020 jeweils als Tripelfolge. Auf Netflix wurde die Serie am 23. März 2020 veröffentlicht, auf ZDFneo und in der ZDF Mediathek am 30. Oktober 2021.

## Handlung
Erzählt wird ein fiktiver Kriminalfall im Wien des Jahres 1886, der zum Auftakt einer großen Verschwörung wird. Der 30-jährige Sigmund Freud ist kürzlich von einer Studienreise aus Frankreich zurückgekehrt. Er begeistert sich unter anderem für die Hypnose und strebt nach Anerkennung. Allerdings stoßen seine Theorien und Thesen in der Wiener Ärzteschaft auf Ablehnung.
An der Seite des im Krieg traumatisierten Polizeiinspektors Alfred Kiss und des stadtbekannten Mediums Fleur Salomé findet sich Freud bald inmitten einer mörderischen Verschwörung.

## Produktion

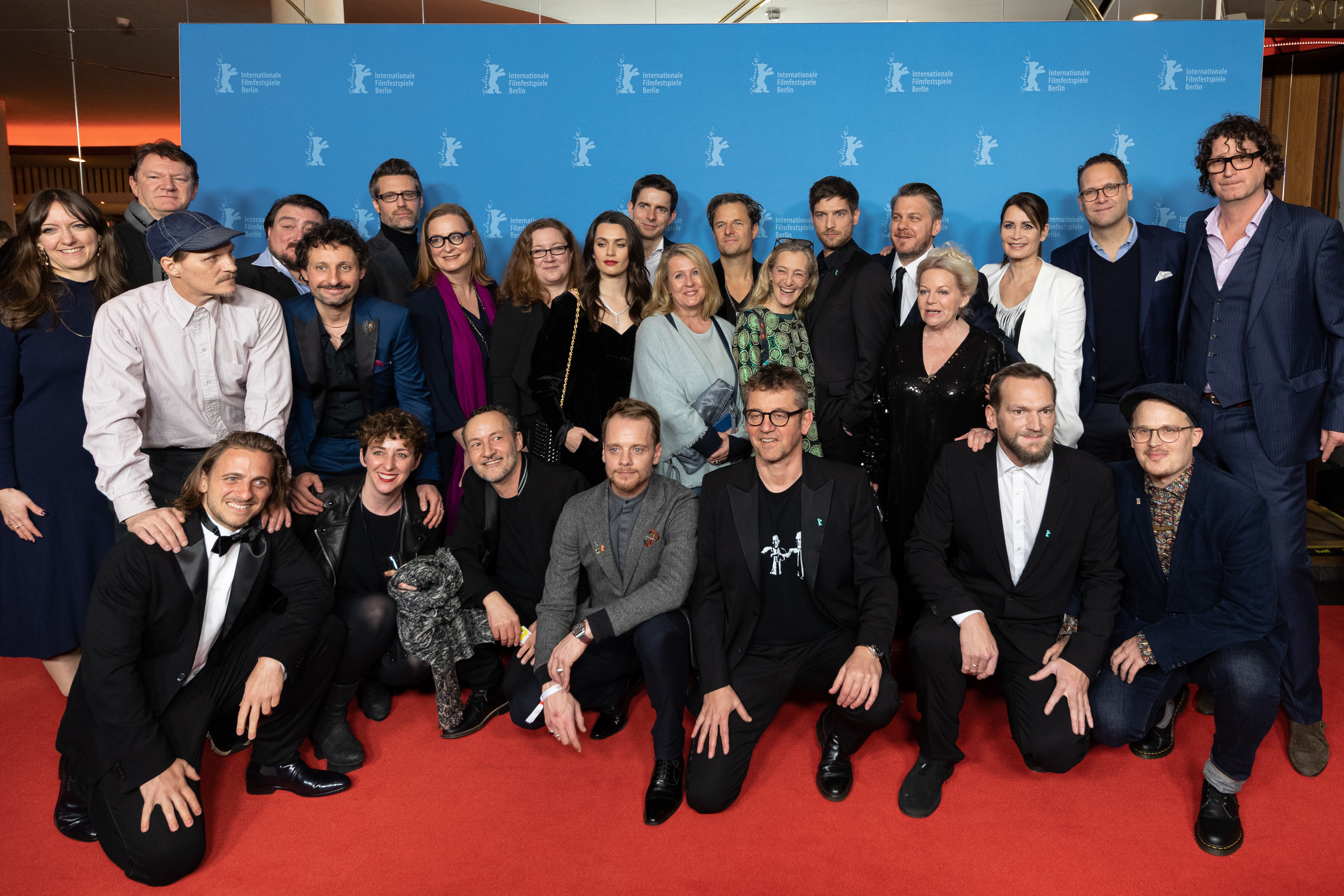
Der Cast der Fernsehserie auf der Berlinale 2020

Die Dreharbeiten fanden vom 8. Januar bis zum 21. Mai 2019 in Wien und Prag statt. Produziert wurde die Serie von der Wiener Satel Film (Heinrich Ambrosch) und der Bavaria Fiction (Moritz Polter) sowie der tschechischen Mia Film. Marvin Kren wirkte in der gesamten ersten Staffel als Showrunner und Executive Producer.
Unterstützt wurde die Produktion vom Filmfonds Wien, dem Fernsehfonds Austria sowie Creative Europe MEDIA und dem Czech Film Fund, beteiligt waren der Österreichische Rundfunk und Netflix. ZDF Enterprises übernahm den internationalen Vertrieb.
Für das Kostümbild zeichnete Max Wohlkönig verantwortlich, für das Szenenbild Verena Wagner, für das Maskenbild Daniela Skala und Martin Geissler und für das Casting Eva Roth.
Im September 2021 wurde die Serie auf Blu-ray und DVD veröffentlicht.

## Historischer Hintergrund
In der Serie treten sowohl historische als auch fiktive Figuren auf, weshalb sie nicht zum Genre des Biopic gehört. Ausgehend von dieser Entscheidung nahmen sich die Mitwirkenden viel künstlerische Freiheit bei der Serienschaffung. Freud und der Schriftsteller Arthur Schnitzler standen zwar im Briefwechsel, waren jedoch nicht im engeren Sinne befreundet. Die Serienfigur des Arthur Schnitzler vereint in sich daneben wohl auch die in der Realität deutlich intimere Beziehung Freuds zum Berliner Wilhelm Fließ. Die Figur der Fleur Salomé spielt auf Lou Andreas-Salomé an. Die Titel der Episoden zitieren Werke und Begriffe Freuds. Ein Manuskript mit dem Titel Die Macht der Hypnose hat er nicht verfasst.
Die Serie nimmt das Leben und die Forschung Freuds sowie die historischen Gegebenheiten allgemein nicht allzu genau. Dies beginnt schon bei der zeitlichen Einordnung der Serie 1886. Bis 1885 hatte sich Freud dem Medizinstudium und anschließender neurophysiologischer Forschung gewidmet und war, wie korrekt dargestellt, 1886 gerade mit neuen Kenntnissen und Ideen zur Hypnose- und Suggestionstherapie aus Frankreich zurückgekehrt. Es sollte aber noch mehrere Jahrzehnte dauern, bis er die Theorien und Begrifflichkeiten entwickelte, für die er im folgenden Jahrhundert hauptsächlich bekannt wurde. Schon in der ersten Folge gibt es so beispielsweise zahlreiche Anachronismen:
- Die gezeigte kathartische Methode sowie das Affekt-Trauma-Modell präsentierte Freud erstmals 1895 in seinen „Studien über Hysterie“.
- Vom Bewusstsein als „Licht“, das nur begrenzten Einblick in das Innere gibt, während der größte Rest im „Schatten“ verborgen bleibt, sprach er erst im „Entwurf einer Psychologie“, ebenfalls 1895.
- Das „Unbewusste“ kam erstmals 1897 in einem Brief an Wilhelm Fließ zur Sprache und wurde erst 1899 im siebten Kapitel der „Traumdeutung“ von ihm in einer öffentlichen Arbeit erörtert.
- Auch von „Verdrängung“ sprach Freud zuerst 1899 in seiner Abhandlung zur „Traumdeutung“.
- Der Begriff „Trieb“ fiel erst in seinen „Drei Abhandlungen zur Sexualtheorie“ 1905 und wurde 1915 in „Triebe und Triebschicksale“ genauer beschrieben.
- Das „Tabu“ wurde 1912–1913 mit „Totem und Tabu“ erstmals ergründet.
- Um „Eros“ ging es erst 1920 in „Jenseits des Lustprinzips“.
- Der Rolle der Angst ging er 1926 in „Hemmung, Symptom und Angst“ auf den Grund.

Was Freuds Vortrag über Hysterie bei Männern und die Dominanz des Psychischen über das Somatische für die Wiener Mediziner so skandalös machte und fast zu Freuds Ausschluss aus der Psychiatriegesellschaft geführt hätte, war seine Verführungstheorie. Darin postulierte er, dass Hysterie aus der Blockade eines sexuellen Affektes entstanden wäre, dem ein sexueller Missbrauch vorangegangen sei. Der Skandal ergab sich daraus, dass die äußerst zahlreichen sogenannten Hysterikerinnen aus wohlhabenden Familien, aus „gutbürgerlichem Hause“ stammten und dieses Postulat als massiver Affront gegenüber großen Teilen der gehobenen Mittelschicht gewertet wurde. Freud selbst rückte später angesichts der enormen Anzahl von Hysterikerinnen von dieser Theorie ab und ging stattdessen von zwanghaft unterdrückten („unbewussten“) sexuellen Fantasien aus (zur einzig wirksamen Behandlungsmethode wurde später die manuelle Befriedigung der Frauen durch Gynäkologen oder Masturbation inklusive der Erfindung des Vibrators). Aus heutiger Perspektive wirkt jedoch auch seine ursprüngliche Theorie wieder durchaus plausibel, wenn man die enorme Dunkelziffer sexuellen Missbrauchs insbesondere innerhalb von Familienverbänden in Kombination mit dem äußerst patriarchalen Weltbild seines Umfeldes und seiner Zeit betrachtet.
In einen Mordfall war Freud nie verwickelt, er arbeitete nicht für die Kriminalpolizei.

## Rezeption

### Kritiken
Barbara Unterthurner befand in der Tiroler Tageszeitung, dass die Erzählstränge gekonnt, aber mit einer Extraportion Kunstnebel, ineinander verwebt würden. In Teilen erinnere die Serie damit an M – Eine Stadt sucht einen Mörder. Was Wien betrifft, bliebe Marvin Kren authentisch: Das Gros der Figuren grantle auf Wienerisch, beim Heurigen oder auf der Bude.
Björn Hayer bezeichnete die Produktion in der Neuen Zürcher Zeitung als „eigentümliche Melange aus Mystery-Thriller und Gesellschaftsporträt“. Die Performance der Akteure sei bisweilen mäßig, das Drehbuch durchwachsen. Am dürftigsten erscheine die aufgesetzte Artifizialität, die jeder Einstellung und Montage innewohne. Figuren würden aus merkwürdigen Perspektiven in Szene gesetzt, Erinnerungssequenzen überblendet, im Übergang zwischen Traum- und Wachepisoden stets zwischen Schärfen und Unschärfen gewechselt, schiefe Tonspuren dominierten die Klangkulisse. Dies sei schlichtweg zu viel an atmosphärischen Spukereien. Die Unklarheit darüber, was das Format, taumelnd zwischen Krimi und Fin-de-Siècle-Panorama, eigentlich sein will, lasse den Zuschauer ratlos zurück.
Martin Schwickert schrieb auf Rp-online.de, dass Kren seine Erzählung „als wilden, halluzinogenen Rausch aus finsteren Träumen, verdrängten Erinnerungen, perversen Verbrechen und schwarzer Magie angelegt“ habe. Das entwickele Sog, doch mit Episode 5 gingen ihm die Pferde durch. „Da wird’s zu viel mit dunklen Mächten, animalische Sexszenen und Blutorgien“. Von dieser Überdosis Genre erhole sich Freud kaum noch.
Die Süddeutsche Zeitung schreibt: Das Bedrohliche im eigenen Inneren wird gelegentlich direkt Dramaturgie; eine der Hauptpersonen verwandelt sich mit etwas Maske und Soundtechnik regelrecht zum Mann, wenn das Schaurige, Dominante in ihr herausbricht. Und in einer Szene häuslichen Friedens sind die Good Guys der Serie in Freuds Wohnzimmer eingeschlafen, aber jeder von ihnen schreckt einmal hoch und steigt in den Keller hinunter, wo er mit seinen größten Ängsten oder gleich einem Doppelgänger ringt.
Der Tagesspiegel: „Freud“ ist Schreien und Kreischen in der Geisterbahn.
Oliver Jungen bezeichnete die Serie in der Frankfurter Allgemeinen Zeitung als „kreuzdumme, in Blut getauchte Backenbart-Operette“. Nicht einmal Netflix könne die deutschsprachige Film- und Serienszene dazu bringen, von ihren ausgelatschten Pfaden abzuweichen, um hintergründig und innovativ zu erzählen. Man klammere sich lieber an Konventionen, lasse schlecht verkleidete Schauspieler hölzerne Dialoge aufsagen, arbeite mit schwankenden Unschärfen wie in einer Schüler-Video-AG, greife beherzt in die vermottete Thriller-Trickkiste und überschütte uns mit Träumen, für die es keine Traumdeutung braucht.
Jan Schlüter schrieb auf Quotenmeter.de, dass sich die Serie Kinofilme wie Abraham Lincoln Vampirjäger oder Stolz und Vorurteil und Zombies als Vorbilder nähme, die ebenso historische Stoffe in eine verzerrt-wahnsinnige Geschichte tränkten. Atmosphärisch fühle man sich dagegen an Eyes Wide Shut erinnert, mit all den Geheimbünden, Festivitäten und Verschwörungen. Den Zuschauer erwarte eine abwechslungsreiche Serie, deren Verrücktheitsgrad sich von Folge zu Folge steigere. Schauspielerisch spiele das Ensemble um Robert Finster großartig. Die Serie rühre einen verstörenden, oft gedankenlosen Cocktail ohne bitteren Nachgeschmack.
Tom von Arx vergab auf outnow.ch vier von sechs Sternen. Auch wenn gewisse Elemente unlogisch oder unabgeschlossen scheinen, verwebe «Freud» seine fiktiven Handlungsstränge ganz ordentlich; die Zuspitzung des Dramas wirke dann leider zu konstruiert.

### Quote
Durchschnittlich 475.000 Zuschauer sahen die erste Folge bei Erstausstrahlung im ORF, die zweite Folge erreichte 443.000 Zuseher.

## Auszeichnungen und Nominierungen
Romyverleihung 2020
- Nominierung in der Kategorie Beste TV-Serie[25]
- Auszeichnung in der Kategorie Beste Produktion TV-Fiction (Heinrich Ambrosch, Marvin Kren, Moritz Polter)[26]

Fernsehpreis der Deutschen Akademie für Fernsehen 2020
- Nominierung in der Kategorie Schauspieler – Nebenrolle (Georg Friedrich)[27]
- Nominierung in der Kategorie Maskenbild (Daniela Skala und Martin Geisler)
- Nominierung in der Kategorie Szenenbild (Verena Wagner)

New York Festivals TV & Film Awards 2021
- Gold in der Kategorie Bester Krimi[28]
- Silber in der Sparte Beste Regie
- Bronze für Bestes Production Design